# Летние Сурдлимпийские игры 1985
XV Всемирные игры глухих прошли в городе Лос-Анджелес, США. Игры проводились с 10 июля по 20 июля 1985 года, участие в них приняли 995 спортсменов из 29 стран.

## Виды спорта
Программа XV Всемирных игр глухих включала 12 спортивных дисциплин (7 из которых индивидуальные, 5 — командные).

### Индивидуальные
- Лёгкая атлетика
- Бадминтон
- Велоспорт
- Плавание
- Настольный теннис
- Теннис
- Пулевая стрельба

### Командные
- Баскетбол
- Футбол
- Гандбол
- Волейбол
- Водное поло

## Страны-участницы
В XV Всемирных играх глухих приняли участие спортсмены из 29 государств:
- Австралия
- Австрия
- Бельгия
- Великобритания
- Венгрия
- Венесуэла
- Гонконг
- Дания
- Израиль
- Индия
- Ирландия
- Испания
- Италия
- Канада
- Колумбия
- Республика Корея
- Мексика
- Нидерланды
- Новая Зеландия
- Норвегия
- Польша
- США
- Швейцария
- Швеция
- Финляндия
- Франция
- ФРГ
- Югославия
- Япония